# خافيير جوليا
خافيير جوليا (بالإسبانية: Javier Juliá)‏ (و. القرن 20  م) هو مصور سينمائي، ومصور، ورسام، ومونتير من الأرجنتين.

## وصلات خارجية
- خافيير جوليا على موقع IMDb (الإنجليزية)
- خافيير جوليا على موقع قاعدة بيانات الأفلام العربية
- خافيير جوليا على موقع ألو سيني (الفرنسية)
- خافيير جوليا على موقع أول موفي (الإنجليزية)
- خافيير جوليا على موقع قاعدة بيانات الفيلم (الإنجليزية)
- خافيير جوليا على موقع كينوبويسك (الروسية)